# Église Notre-Dame de Notre-Dame-d'Estrées
L'église Notre-Dame est située à Notre-Dame-d'Estrées, dans le Calvados.

## Description
L'édifice est inscrit aux Monuments historiques depuis 1990.

## Galerie d'images

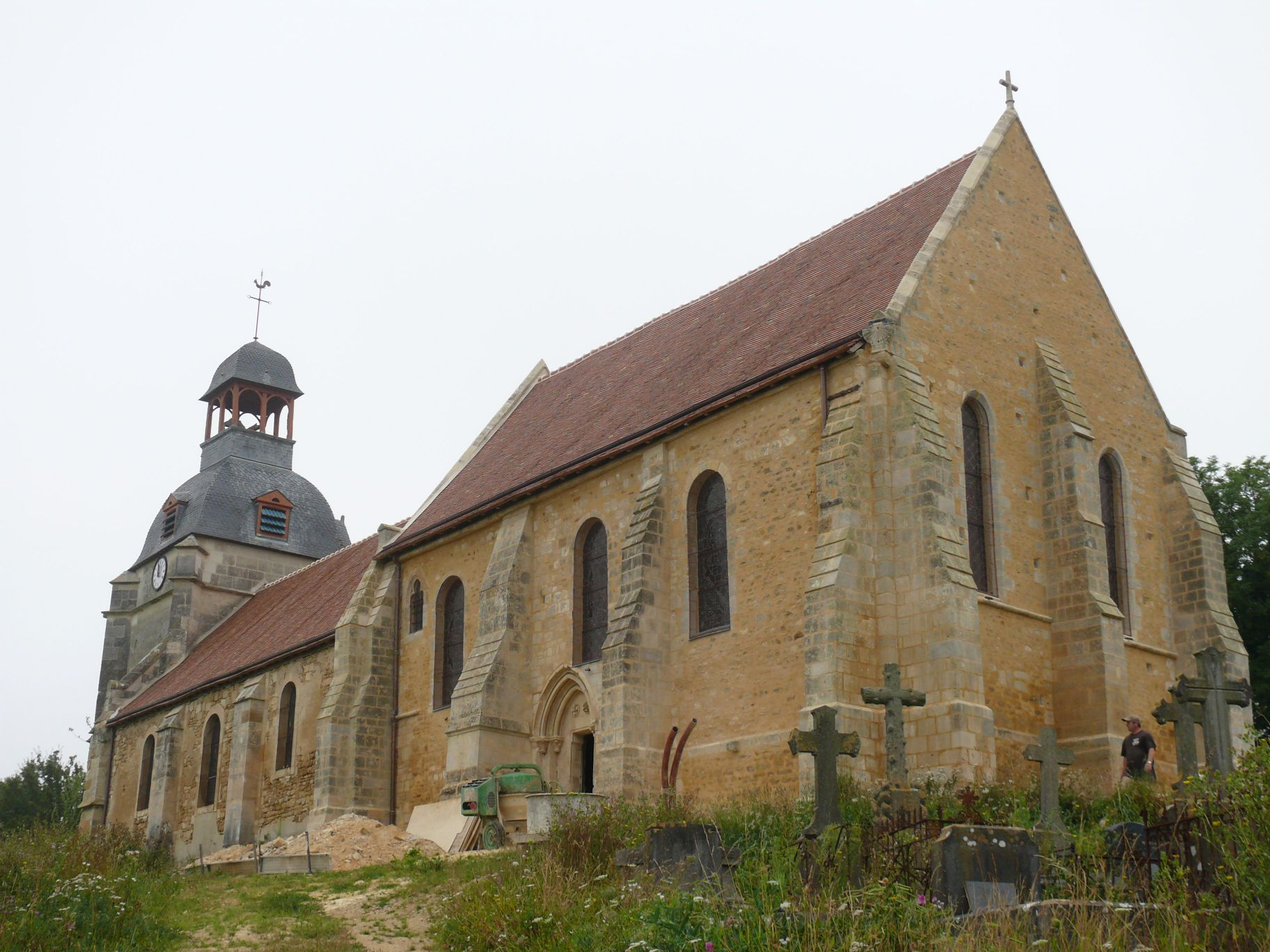
Autre vue
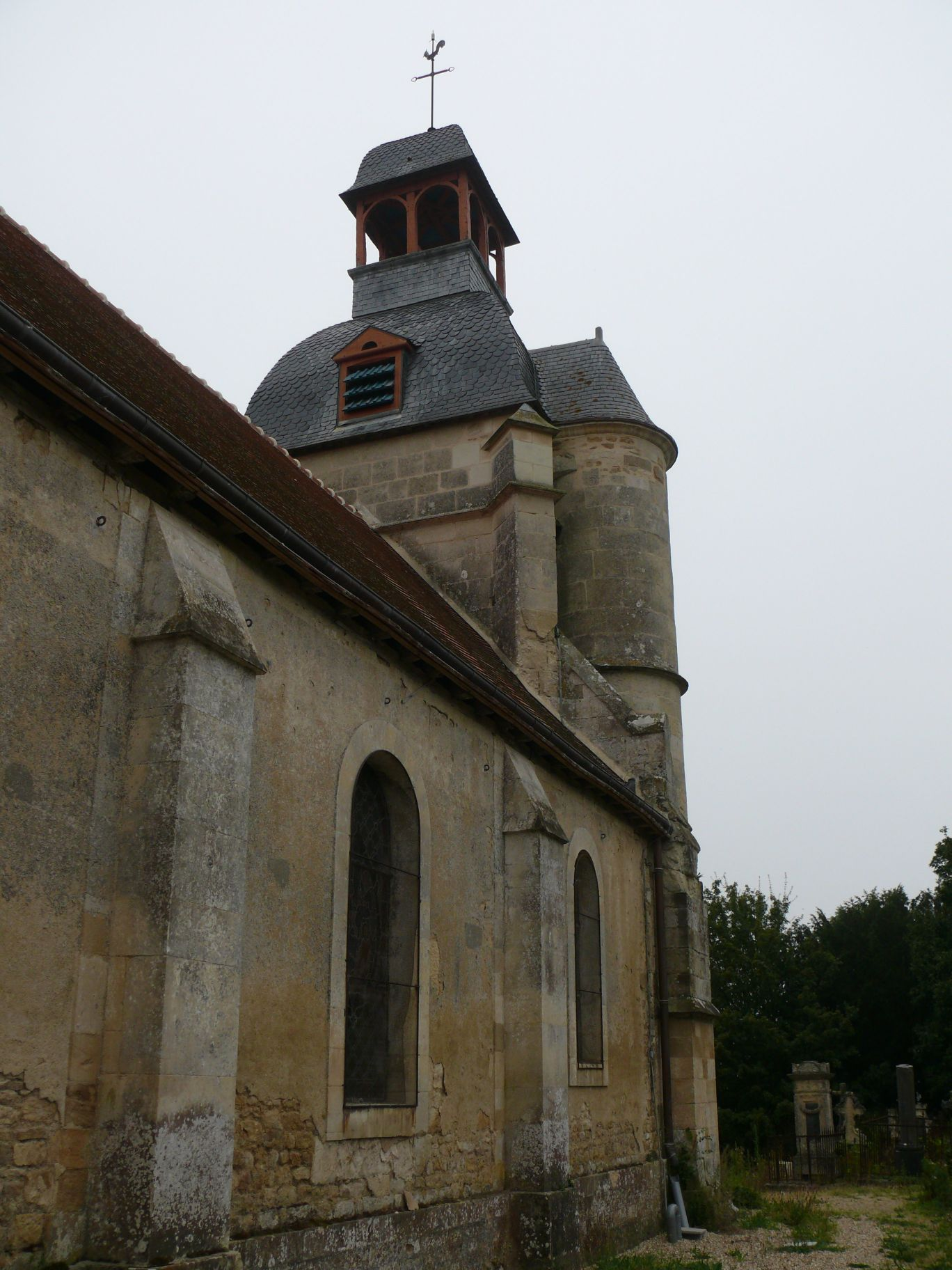
Le clocher
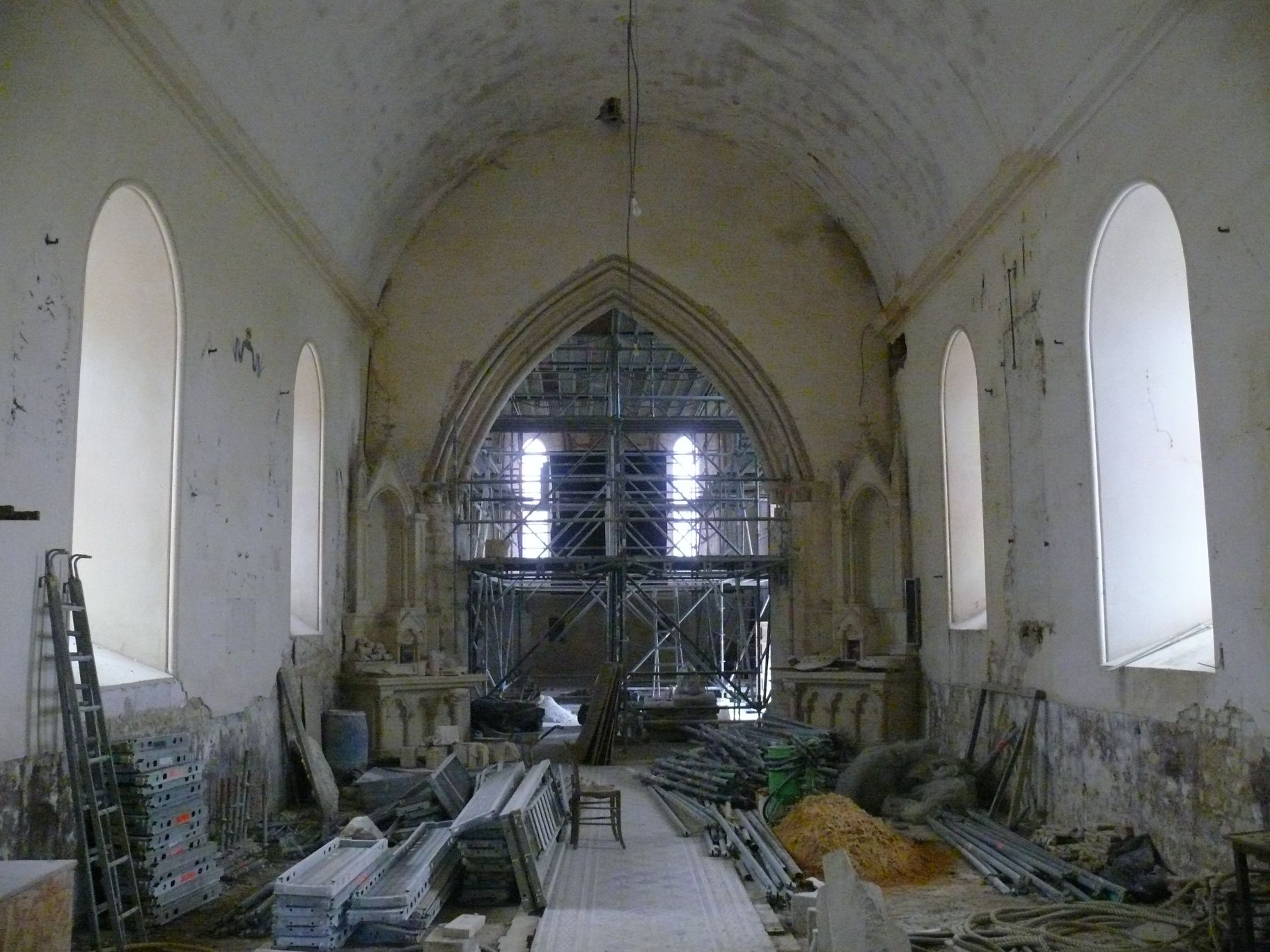
La nef
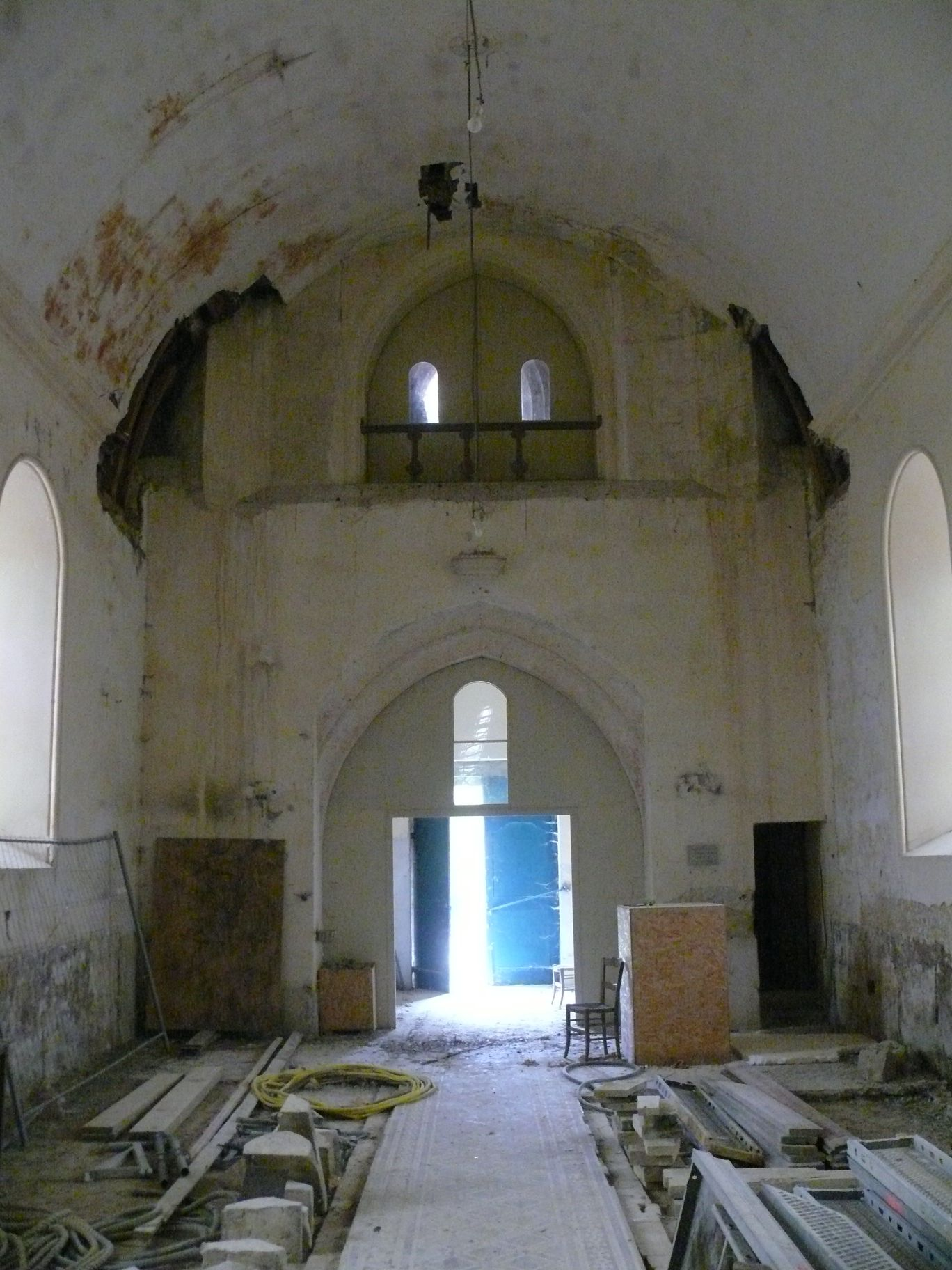
L'entrée
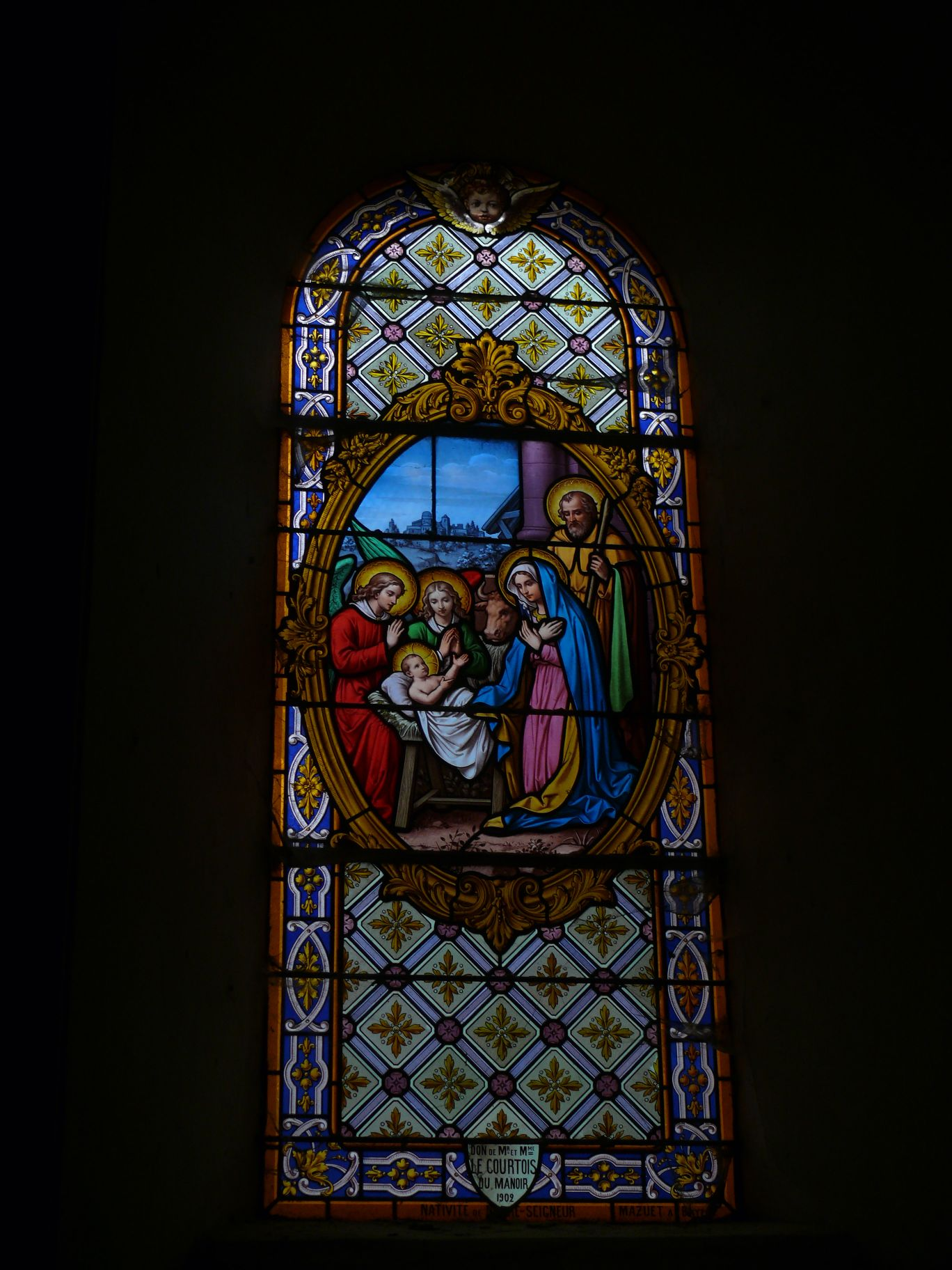
Vitrail de la Nativité